# Wicimice (przystanek kolejowy)
Wicimice – zlikwidowany przystanek kolei wąskotorowej w Wicimicach, w województwie zachodniopomorskim, w Polsce. Został zlikwidowany w 1966 roku.